# Kruidnoten
Kruidnoten male su, okrugle slastice hrskave teksture. Tradicionalno su povezani s nizozemskim slavljem Sinterklaasa.
Pojam kruidnoten često je zbunjen s pepernoten. Kruidnoten, što se može prevesti kao "začinski orašasti plodovi", su tvrđi, različite su boje i oblika, te izrađuju se od istih sastojaka kao i speculaas.
Još jedna vrsta kruidnotena zove se chocolade-kruidnoten koji su pokriveni tamnom, mliječnom ili bijelom čokoladom.